# 定数多項式
数学における定数多項式（ていすうたこうしき、英: constant polynomial）は、定数項以外の全ての項に関して、その係数が零であるような多項式を言う。
零多項式は定数項も含めたすべての項の係数が零となるような多項式で、もちろん定数多項式に含む。

## 性質
- 定数多項式に付随する多項式函数は定数函数である。特に零多項式には零函数が付随する。
  - 逆は、函数が無限集合上定義され、係数環が整域（例えば実数体や複素数体）のときには成り立つ。さらに n に関する帰納法で、整域 A 上の n-変数多項式に対しても、それが定数多項式となるために、付随する函数が A の無限部分集合を n 個直積したものの上で定数函数となることが十分であることが示せる。
  - 逆が成り立たないのは、係数環が整域でないか、付随する函数が定数となるのが有限集合上のときである。例えば、可換環の有限部分集合 {a1, …, an} に対して、同じ環に係数を持つ定数でない多項式でありながら任意の ak に対して同じ値をとるものが存在する。例えば ∏(X − ak) は任意の ak に対して同じ 0 を与える非定数多項式である。
- 非零定数多項式の次数は 0 である。零多項式の次数は（規約として）−∞ とする。この規約のもとでは、例えば deg(PQ) = deg(P) + deg(Q) が P または Q が零となる場合も含めた任意の多項式 P, Q で成り立つとすることができる。
- 実解析および複素解析において、有界な多項式函数は定数多項式に限る。